# نوذر شفیعی
نوذر شفیعی (زاده ۱۳۴۷ در ممسنی) سیاستمدار، استاد دانشگاه و تحلیل‌گر روابط بین‌الملل اهل ایران است. شفیعی استاد روابط بین‌الملل دانشگاه تهران است و در مجلس نهم به عنوان نماینده مردم ممسنی حضور داشت.

## زندگی و سوابق
نوذر شفیعی در سال ۱۳۴۷ در ممسنی استان فارس به دنیا آمد. او تحصیلات دانشگاهی خود را در دانشگاه تهران تا مقطع دکتری روابط بین‌الملل ادامه داد و سپس به عضویت هیئت علمی دانشگاه اصفهان درآمد نوذر شفیعی در انتخابات مجلس ۱۳۹۰ با ۴۸۶۲۴ رای و ۴۲ درصد آرا به عنوان نماینده حوزه انتخابیه ممسنی و رستم انتخاب شد. او همچنین به عنوان تحلیل‌گر روابط بین‌الملل فعالیت می‌کند. از نوذر شفیعی به عنوان یک سیاستمدار و تحلیل‌گر اعتدال میانه‌رو یاد می‌شود. از سال ۱۴۰۰ به عضویت هیئت علمی دانشکده حقوق و علوم سیاسی دانشگاه تهران درآمده است.